# 점복개항
점복개항은 경상남도 사천시 곤양면 중항리에 있는 어항이다. 2002년 10월 18일 어촌정주어항으로 지정하여 관리하고 있다. 시설관리자는 사천시장이다.

## 어항 구역
본 항의 어항구역은 다음과 같다
- 수역: 미지정 (사천시 곤양면 중항리 112-5(잡) 일원)
- 육역: 2,400m2

## 어항 시설
- 선착장 50m, 물량장 50m

## 주요 어종
- 농어, 도다리, 문절망둑, 굴